# Parts per million
Parts per million (z angličtiny, česky „dílů či částic na jeden milion“), zkráceně též ppm, je výraz pro jednu miliontinu (celku); někdy je tento výraz odvozován i z latinského pars per milion.
Obdobně jako procento (jedna setina) či promile (jedna tisícina) se používá pro znázornění poměru jedné části vůči celku.
100 % = 1 000 000 ppm
1 % = 10 000 ppm
1 ‰ = 1 000 ppm

## Nesprávnost
Použití zkratky ppm (popřípadě ppb) je technicky nesprávné. Podle technické normy ČSN ISO 80000-1, článek 6.5.5, je korektní vyjádření v mocninách deseti.

## Použití
Velice často se lze s tímto poměrem setkat např. ve zprávách o znečištění životního prostředí, kdy jsou tímto poměrem udávány maximálně přípustné koncentrace tuhých látek, oxidů síry nebo dusíku v ovzduší apod. Velký význam má jednotka také v analytické chemii a toxikologii. Stejného významu má vyjádření poměru pomocí mikromolu na mol (μmol/mol). 
Výpočet PPM se rovněž často využívá ve výrobních i jiných společnostech ke sledování „zmetkovitosti“. (Množství neshodných výrobků – „zmetků“ z jedné dávky nebo za sledované časové období se vydělí celkovým počtem kusů ve stejné dávce nebo za sledované období a následně vynásobí 1 000 000.) Používá se jako ukazatel při např. meziročním srovnávání efektivity výroby nebo při srovnávání jednotlivých podniků.

## Ještě menší zlomky
Občas se můžeme setkat i se zkratkami
- ppb, 1 miliardtina z celku (parts per billion),
- ppt, 1 biliontina z celku (parts per trillion),
- ppq, 1 biliardtina z celku (parts per quadrilion).

## Fyzikální rozměr
Přestože je ppm z fyzikálního hlediska bezrozměrové, zvláště pokud jde o koncentrace, je třeba jasně rozlišovat kontext, ve kterém je použit. Pokud se hovoří o poměru objemů, hmotností nebo počtu atomů mohou (ale spíše nemusejí) vycházet stejná čísla, jako u poměru částic.
- 1 ppm je sám o sobě bezrozměrový zlomek, může označovat např. jednu sekundu ve 277 hodinách, 46 minutách a čtyřiceti sekundách
- 1 ppma (1 ppm atomic) označuje jednu částici dané látky na každých 999 999 jiných částic
- 1 ppmv (1 ppm volume) označuje jednu objemovou část v milionu, což například zhruba odpovídá jedné kapce inkoustu ve 150 litrech vody
- 1 ppmw (1 ppm weight, mass, molar) označuje jednu hmotnostní část v milionu, např. jeden gram v jedné tuně